# Hussitenbibel

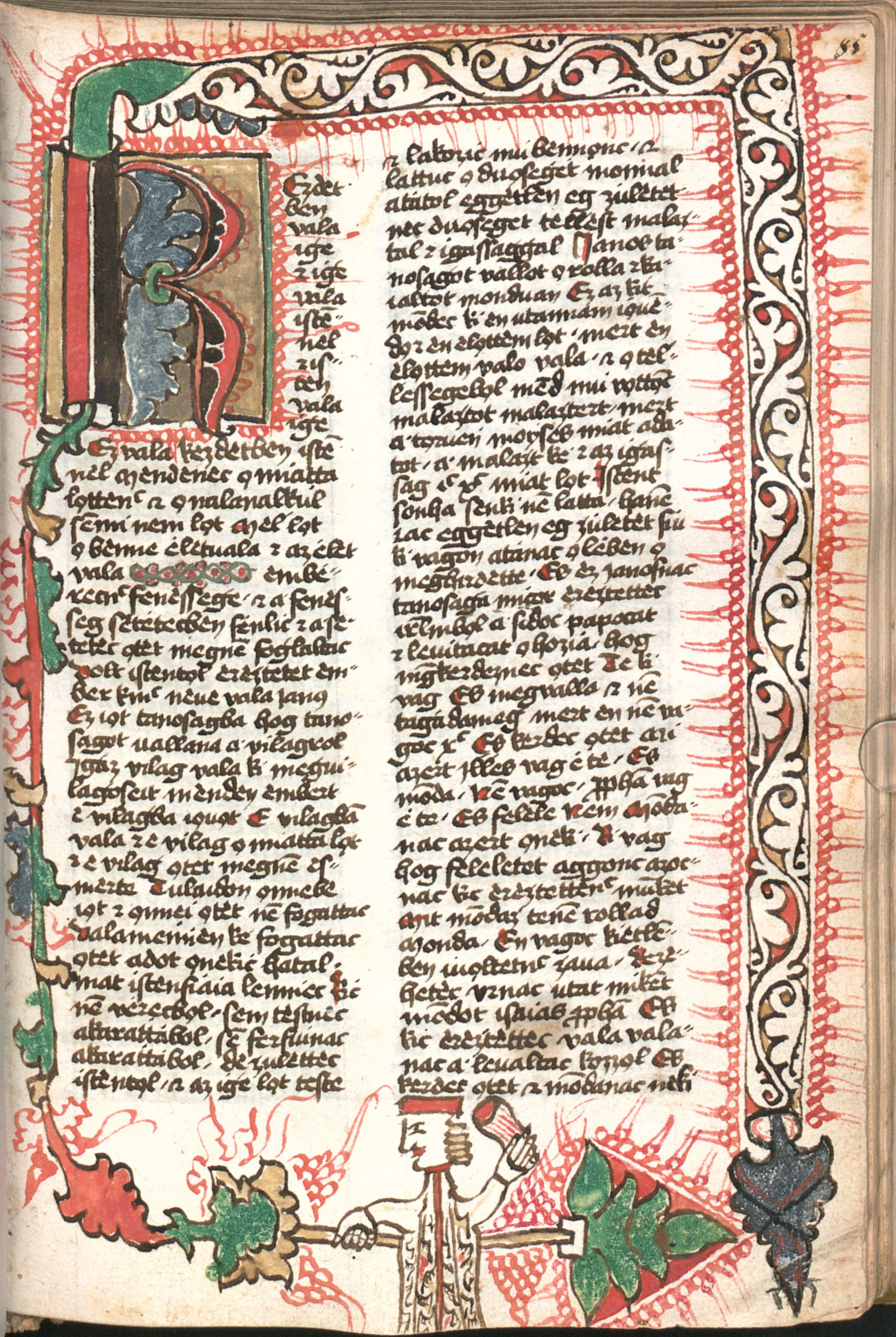
Erste Seite des Neuen Testaments der Hussitenbibel aus dem Münchner Kodex

Die Hussitenbibel (ungarisch: Huszita Biblia) ist eine Übersetzung der Bibel ins Ungarische aus dem 15. Jahrhundert. Die erhaltenen Bibelteile werden oft nach ihren gegenwärtigen Aufbewahrungsorten Münchner-Kodex, Wiener-Kodex oder Apor-Kodex genannt.

## Geschichte
Ein Großteil dieser Bibelübersetzung erfolgte durch die Priester Bálint Újlaki und Tamás Pécsi bereits in den Jahren von 1416 bis 1435. Beide waren Studenten an der Universität Prag 1399 und 1411, wo sie mit den Ideen von Jan Hus in Kontakt kamen. Sie übersetzten dabei das Alte Testament aus der Vulgata und das Neue Testament aus dem Griechischen. Weil sie verfolgt wurden, mussten sie 1438 oder 1439 nach Osten in das liberalere Fürstentum Moldau flüchten. Im Ort Târgu Trotuș (ungarisch: Tatros) wurde diese Bibel fertiggestellt und gedruckt 1466 von Georg Németi, einem Sohn Emre Hensels.
Ein Evangeliar von 1466 und die Kalender für die Jahre 1416 bis 1435 kamen in Besitz des Diplomaten, Orientalisten und Humanisten Johann Albrecht Widmanstetter (1506–1557). Er ließ sie zusammenbinden, und das Buch kam 1558, im Gründungsjahr der Hofbibliothek, nach München. Nebst diesem Münchner-Kodex sind auch der Wiener-Kodex und der Apor-Kodex erhalten geblieben.